# Liste der Eisenbahngesellschaften in Maine
Diese Liste der Eisenbahngesellschaften in Maine ist in Form von Stammbäumen angeordnet, die in sich wiederum chronologisch nach dem Auflösungs- oder Übernahmedatum sortiert ist. Noch existierende Gesellschaften sind alphabetisch geordnet, ebenso wie Gesellschaften mit gleichen Enddatum. Zu den Muttergesellschaften sind nur diejenigen Vorgänger angegeben, die Strecken in Maine betrieben.

## Stammbäume

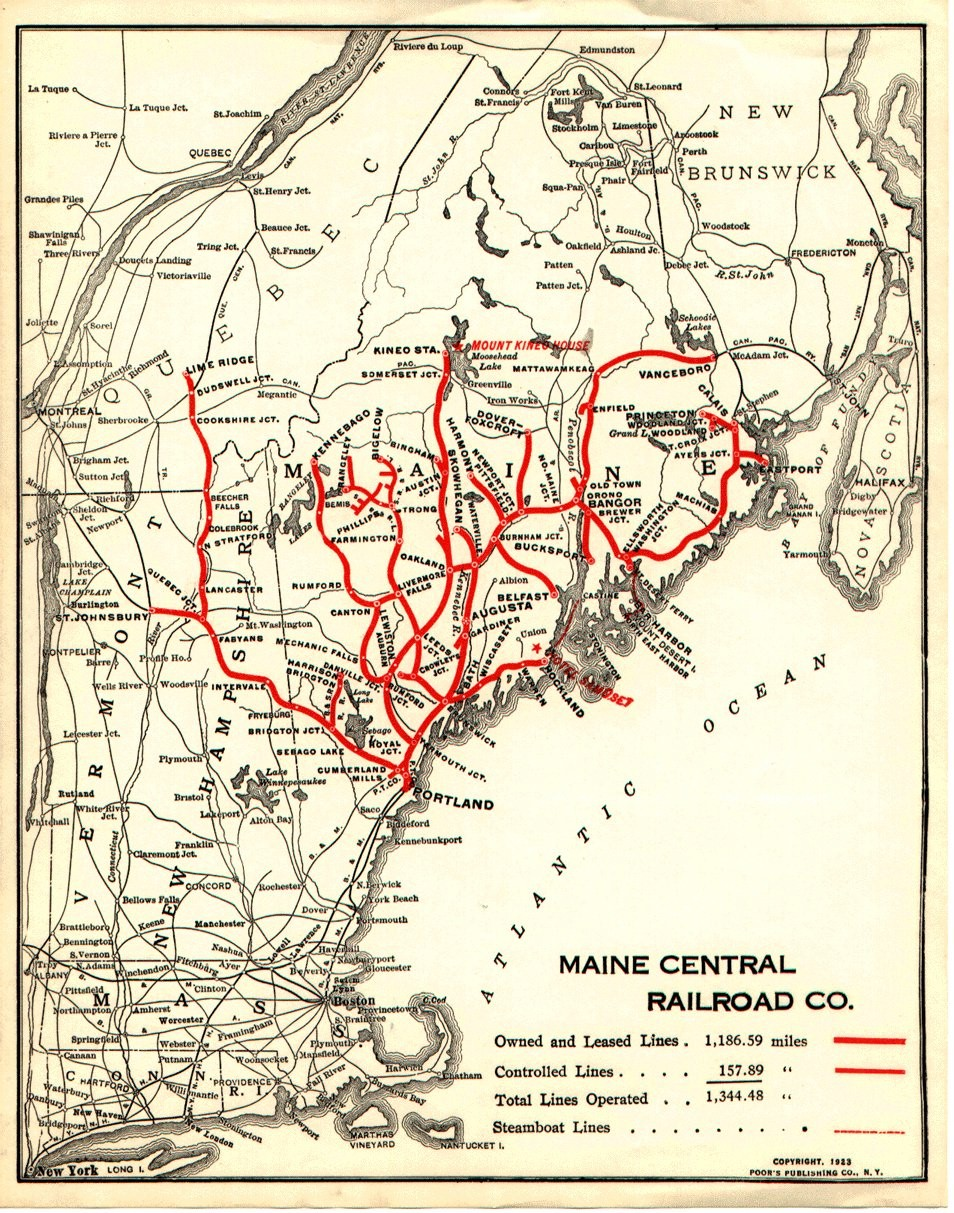
Streckenkarte der MEC von 1923

Abkürzungen in der Spalte „aufgelöst“:
- L Geleast durch eine andere Gesellschaft (nämlich die in Klammern nach dem L), das Auflösungsdatum ist unbekannt
- S Stilllegung der Bahn
- Ü Übernahme durch eine andere Gesellschaft (nämlich die in Klammern nach dem Ü)

| Gesellschaft                                        | gegründet  | aufgelöst            | Kürzel | Bemerkungen |
| --------------------------------------------------- | ---------- | -------------------- | ------ | --- |
| Northern Aroostook Railroad                         | 1870       | ?                    |        | nie gebaut |
| Penobscot Bay and River Railroad                    | ~1874      | ?                    |        | nie gebaut |
| Penobscot River Railroad                            | 1869       | ?                    |        | nie gebaut |
| Portland, Rutland, Oswego and Chicago Railroad      | 06.03.1868 | ?                    |        | nie gebaut, bis 1871 „Portland and Rutland Railroad“ |
| Winterport Railroad                                 | ~1870      | ?                    |        | nie gebaut |
| Green Mountain Railway                              | 1883       | 1890 S               |        | Zahnradbahn |
| Whitneyville and Machiasport Railroad               | 03.03.1842 | 1892 S               |        | bis 1843 "Franklin Railroad", bis 28.02.1845 "Palmer and Machiasport Railroad, bis 1872 "Machiasport Railroad" |
| Rockport Railroad                                   | 18.05.1886 | 1896 S               |        | |
| Kennebec Central Railroad                           | 03.10.1889 | 1929 S               |        | |
| Knox Railroad                                       | 10.08.1889 | 1934 S               |        | bis 1918 „George’s Valley Railroad“ |
| Sandy River and Rangeley Lakes Railroad             | 30.01.1908 | 06.1935 S            | SRRLR  | 08.1911-1923 in Besitz der MEC |
| Franklin and Megantic Railway                       | 01.07.1884 | 30.01.1908 Ü (SRRLR) |        | bis 03.06.1897 „Franklin and Megantic Railroad“ |
| Kingfield and Dead River Railroad                   | 19.06.1893 | 30.01.1908 Ü (SRRLR) |        | |
| Sandy River Railroad                                | 08.04.1879 | 30.01.1908 Ü (SRRLR) |        | |
| Phillips and Rangeley Railroad                      | 17.04.1889 | 01.07.1908 Ü (SRRLR) |        | |
| Madrid Railroad                                     | 29.04.1902 | 01.07.1908 Ü (SRRLR) |        | Tochter der P&RRR |
| Eustis Railroad                                     | 29.04.1903 | 24.08.1911 Ü (SRRLR) |        | |
| Monson Railroad                                     | 01.11.1882 | 1943 S               |        | |
| Lime Rock Railroad                                  | 29.02.1864 | ?                    |        | |
| Sanford and Eastern Railroad                        | 1949       | 1961 S               | SERR   | |
| Maine Coast Railroad                                | 1990       | 12.2000 S            | MC     | |
| Acadian Rail Company                                | ?          | 2003 S               |        | betrieb Touristikzüge zwischen Montreal PQ und St. John NB via Greenville ME im Sommer 2002 |
| Amtrak                                              | 1971       | -                    | AMTK   | nur Personenfernverkehr |
| Belfast and Moosehead Lake Railroad                 | 28.02.1862 | -                    | BML    | regulärer Betrieb endete am 09.06.2005, nur noch Museumsbetrieb |
| Canadian Pacific Railway                            | 15.02.1881 | -                    | CPR    | alle CPR Strecken in Maine sind stillgelegt oder verkauft |
| Atlantic and North West Railway                     | 15.05.1879 | 06.12.1886 L (CPR)   | ANW    | ab 01.08.1883 geleast durch Ontario and Quebec Railway |
| International Railway of Maine                      | 1871       | 02.11.1886 Ü (ANW)   |        | bis 1881 „Penobscot and Lake Megantic Railroad“ |
| Aroostook Valley Railroad                           | 02.07.1902 | 26.04.1996 S         | AVR    | ab 1932 in Besitz der CPR, aber weiterhin als eigenständige Gesellschaft geführt, bis 1951 elektrische Straßenbahn |
| New Brunswick Railway                               | 1870       | 01.07.1890 L (CPR)   | NBR    | |
| Aroostook River Railroad                            | 1874       | 12.01.1878 L (NBR)   |        | |
| New Brunswick and Canada Railway                    | 1868       | 01.07.1882 L (NBR)   | NBCR   | |
| Houlton Branch Railroad                             | 06.02.1867 | 01.07.1890 Ü (CPR)   |        | geleast durch die NBCR ab 28.06.1873 |
| Eastern Maine Railway II                            | 1994       | -                    | EMR    | Tochter der NBSR, erwarb die Strecke Brownville Junction ME–Vanceboro ME von der CPR |
| Maine Eastern Railroad                              | 01.11.2003 | -                    | ME     | in Besitz der Morristown and Erie Railway |
| Maine Narrow Gauge Railroad Museum                  | 1993       | -                    | -      | Museumsbahn in 610 mm Spurweite in Portland |
| Montreal, Maine and Atlantic Railway                | 09.01.2003 | -                    | MMA    | in Besitz der Rail World; Insolvenz nach dem Bahnunglück von Lac-Mégantic; im Juni 2014 daraufhin Übernahme von Strecken und Betrieb durch die Central Maine and Quebec Railway (CMQ bzw. CMQR)                                                                                 |
| Canadian American Railway                           | ?          | -                    | CDAC   | Tochter der MMA, erwarb die Strecke St.-Jean PQ–Brownville Junction ME von der CPR |
| Iron Road Railways                                  | 1995       | 09.01.2003 Ü (MMA)   | IRR    | |
| Bangor and Aroostook Railroad                       | 03.02.1891 | 09.01.2003 Ü (MMA)   | BAR    | ab etwa 1995 in Besitz der Iron Road Rys. |
| Bangor and Piscataquis Railroad                     | 05.03.1861 | 01.04.1899 Ü (BAR)   | B&P    | 1873–1876 geleast durch die E&NA, geleast durch die BAR ab 01.04.1892 |
| Aroostook Northern Railroad                         | 07.1897    | 01.07.1901 Ü (BAR)   |        | geleast durch die BAR ab 27.11.1887 |
| Bangor and Katahdin Iron Works Railway              | 02.08.1881 | 01.07.1901 Ü (BAR)   |        | geleast durch die B&P ab 1887, geleast durch die BAR ab 01.04.1892 |
| Patten and Sherman Railroad                         | 17.10.1895 | 01.07.1901 Ü (BAR)   |        | |
| Fish River Railroad                                 | 15.12.1902 | 07.1903 Ü (BAR)      |        | geleast durch die BAR ab 15.12.1902 |
| Schoodic Stream Railroad                            | 1906       | 01.07.1907 Ü (BAR)   |        | |
| Northern Maine Seaport Railroad                     | 01.12.1904 | 07.07.1907 L (BAR)   |        | |
| Van Buren Bridge Company                            | 30.01.1913 | 09.01.2003 Ü (MMA)   |        | Tochter der BAR, ab etwa 1995 in Besitz der Iron Road Rys. |
| New Hampshire Northcoast                            | 1985       | -                    | NHN    | nur etwa ein Kilometer der Strecke ist in Maine |
| Pan Am Railways                                     | 1977       | -                    | PAR    | bis 03.2006 „Guilford Transportation“ |
| Maine Central Railroad                              | 28.10.1862 | 1981 Ü (PAR)         | MEC    | in Besitz der BM ab etwa 1900 |
| Androscoggin and Kennebec Railroad                  | 28.05.1845 | 28.10.1862 Ü (MEC)   | A&K    | |
| Penobscot and Kennebec Railroad                     | 07.04.1845 | 28.10.1862 Ü (MEC)   |        | geleast durch die A&K ab 30.11.1856 |
| Androscoggin Railroad                               | 10.08.1848 | 16.11.1874 Ü (MEC)   |        | geleast durch die MEC ab 01.07.1871 |
| Portland and Kennebec Railroad                      | 01.04.1846 | 16.11.1874 Ü (MEC)   | P&K    | bis 01.01.1864 „Kennebec and Portland Railroad“, geleast durch die MEC ab 12.05.1870 |
| Somerset and Kennebec Railroad                      | 10.08.1848 | 16.11.1874 Ü (MEC)   |        | geleast durch P&K ab 1852, geleast durch die MEC ab 12.05.1870 |
| European and North American Railway                 | 20.08.1850 | 01.04.1882 Ü (MEC)   | E&NA   | |
| Penobscot Railroad                                  | 02.08.1847 | 1863 Ü (E&NA)        |        | bis 21.08.1850 „Bangor and Orono Railroad“ |
| Bangor, Old Town and Milford Railroad               | 08.03.1832 | 01.04.1880 Ü (E&NA)  |        | bis 14.03.1855 „Bangor and Piscataquis Canal and Railroad“ |
| Eastern Maine Railway I                             | 1871       | 01.05.1883 L (MEC)   | EM     | 12.12.1874 – 01.12.1876 geleast durch die E&NA, bis 01.02.1882 „Bucksport and Bangor Railroad“ |
| Maine Shore Line Railroad                           | 04.03.1881 | 22.10.1888 Ü (MEC)   |        | geleast durch die MEC ab 16.07.1883 |
| Knox and Lincoln Railway                            | 1868       | 20.02.1901 Ü (MEC)   |        | bis 01.11.1891 „Knox and Lincoln Railroad“, geleast durch die MEC ab 01.11.1891 |
| Sebasticook and Moosehead Lake Railroad             | 24.07.1886 | 01.07.1911 Ü (MEC)   |        | |
| Somerset Railway                                    | 19.03.1860 | 01.07.1911 Ü (MEC)   |        | bis 1883 „Somerset Railroad“ |
| Washington County Railway                           | 1893       | 01.07.1911 Ü (MEC)   | WCR    | bis 18.12.1903 „Washington County Railroad“ |
| St. Croix and Penobscot Railroad                    | 20.03.1837 | 01.08.1898 Ü (WCR)   | SCPR   | bis 1839 „Calais and Baring Railway“, bis 1870 „Calais and Baring Railroad“ (C&B) |
| Calais Railroad                                     | 17.02.1832 | 26.07.1849 Ü (C&B)   |        | |
| Lewey's Island Railroad                             | 16.03.1855 | 1870 Ü (SCPR)        |        | |
| Portland and Rumford Falls Railroad                 | 28.03.1907 | 27.11.1936 Ü/S (MEC) | P&RF   | geleast durch die MEC ab 01.05.1907 |
| Portland and Rumford Falls Railway                  | 22.06.1847 | 01.04.1907 Ü (P&RF)  |        | bis 15.04.1857 „Buckfield Branch Railroad“, bis 03.03.1874 „Portland and Oxford Central Railroad“, bis 08.11.1890 „Rumford Falls and Buckfield Railroad“ |
| Rumford Falls and Rangeley Lakes Railroad           | 11.09.1894 | 01.04.1907 Ü (P&RF)  |        | |
| Dexter and Newport Railroad                         | 30.03.1853 | 27.12.1939 Ü (MEC)   |        | geleast durch die MEC ab 01.12.1868 |
| Dexter and Piscataquis Railroad                     | 24.10.1888 | 27.12.1939 Ü (MEC)   |        | geleast durch die MEC ab 13.12.1888 |
| Bridgton and Harrison Railway                       | 19.07.1881 | 09.1941 Ü (MEC)      |        | geleast durch die MEC ab 1911, bis 15.06.1930 „Bridgton and Saco River Railroad“ |
| Portland and Ogdensburg Railway                     | 11.02.1867 | 1943 Ü (MEC)         |        | bis 08.06.1886 „Portland and Ogdensburg Railroad“, geleast durch die MEC ab 20.08.1888 |
| Boston and Maine Railroad                           | 27.06.1835 | 1983 Ü (PAR)         | BM     | |
| Eastern Railroad                                    | 14.04.1836 | 09.05.1890 Ü (BM)    | ER     | |
| Portsmouth, Great Falls and Conway Railroad         | 19.06.1844 | 1878 Ü (ER)          | PGFCR  | bis 30.06.1865 „Great Falls and Conway Railroad“, geleast durch die ER ab 1871 |
| Great Falls and South Berwick Branch Railroad       | 03.07.1841 | 1865 Ü (PGFCR)       |        | bis 08.06.1848 „Great Falls and South Berwick Railroad“ |
| Maine, New Hampshire and Massachusetts Railroad     | 12.03.1839 | 01.01.1842 Ü (BM)    |        | |
| York Harbor and Beach Railroad                      | 01.02.1883 | 1887 Ü (BM)          |        | |
| Orchard Beach Railroad                              | 07.02.1876 | 1893 Ü (BM)          |        | |
| Portland and Rochester Railroad                     | 1865       | 01.01.1900 Ü (BM)    | P&RRR  | |
| York and Cumberland Railroad of Maine               | 30.07.1846 | 1865 Ü (P&RRR)       |        | |
| Portland, Saco and Portsmouth Railroad              | 14.03.1837 | 1900 Ü (BM)          | PSPR   | gemeinsam geleast durch BM und ER ab 28.04.1847, geleast durch die BM allein ab 23.12.1883 |
| Kennebunk and Kennebunkport Railroad                | 16.08.1882 | 1919 Ü (BM)          |        | geleast durch die BM ab 15.05.1883 |
| Portland Terminal Company                           | 15.02.1887 | ~ 1983 Ü (PAR)       | PT     | bis 23.03.1911 „Portland Union Railroad Station Company“, ab 1933 gemeinsam geleast durch BM und MEC |
| St. Lawrence and Atlantic Railroad                  | ?          | -                    | SLR    | bis 20.01.1923 Teil der GTR, in Besitz der CNR |
| Atlantic and St. Lawrence Railroad                  | 10.02.1845 | 01.07.1853 L (GTR)   |        | |
| Lewiston and Auburn Branch Railroad                 | 19.02.1872 | 25.03.1874 L (GTR)   |        | |
| Norway Branch Railroad                              | 23.04.1879 | 01.05.1880 L (GTR)   |        | |
| Turners Island LLC                                  | ?          | -                    | TI     | Terminal Railroad in Portland, bis 2003 „Turners Island Railroad“ |
| Wiscasset, Waterville and Farmington Railway Museum | 15.04.1854 | -                    | WW&F   | bis 1873 „Kennebec and Wiscasset Railroad“, bis 1876 „Wiscasset and Moosehead Lake Railroad“, bis 29.03.1901 „Wiscasset and Quebec Railroad“, bis 1907 „Wiscasset, Waterville and Farmington Railroad“, regulärer Verkehr endete am 15.06.1933, Museumsbahn wurde 2002 eröffnet |
| Franklin, Somerset and Kennebec Railroad            | 1897       | 29.03.1901 Ü (WW&F)  |        | Bau wurde begonnen, jedoch nie vollendet |
| Waterville and Wiscasset Railroad                   | 1890       | 29.03.1901 Ü (WW&F)  |        | |

### Derzeitige Gesellschaften
- Amtrak
- Belfast & Moosehead Lake RR
- Maine Eastern RR
- Maine Narrow Gauge Railroad Museum
- Montreal, Maine & Atlantic Ry.
- New Brunswick Southern Ry.
- Pan Am Railways
- Turners Island LLC
- Wiscasset, Waterville & Farmington Ry. Museum

### Allgemeine Informationen
- Eisenbahngeschichte von Maine
- Boston&Maine Railroad Historical Society
- Chronik der MEC. In: trainnet.org/Libraries. Archiviert vom Original (amerikanisches Englisch).